# Metabiantes perustus
Metabiantes perustus is een hooiwagen uit de familie Biantidae.